# Tomas Axnér
Ulf Tomas Axnér, född 30 november 1969 i Stockholm, är en svensk handbollstränare och före detta handbollsspelare (högersexa). Sedan 2020 är han förbundskapten för Sveriges damlandslag.
Som spelare är Tomas Axnér tillsammans med Stefan Lövgren de enda som har gjort över 1 000 mål i de båda högsta serierna i Sverige och Tyskland, Elitserien (1 079 mål) och Bundesliga (1 103 mål).

## Handbollskarriär

### Som spelare
Tomas Axner började spela handboll relativt sent i moderklubben Lödde HK. Han debuterade som senior för Lödde HK, innan han värvades till IK Wargo och sedan av Pölsemannen, som spelade i dåvarande division 2.
1992 värvades han av H43 Lund, som då spelade i Allsvenskan, och spelade för dem under 3,5 säsonger.
Under hösten 1995 ville elitserielaget Lugi HF värva Axnér. Axnér skrev på för Lugi HF, men klubbarna kom inte överens om den exakta övergångssumman. Detta resulterade i att Axnér fortsatte att spela för H43 under i princip hela hösten 1995, tills klubbarna kom överens. Under en liten del av hösten och sedan under hela vårdelen av säsongen 1995/1996 spelade han i Elitserien, för Lugi HF. 1998 

### Som tränare
Vid Tomas Axnérs återkomst 2005 till Elitserien och H43 Lund som spelare, blev han samtidigt spelande assisterande tränare till Ola Månsson. Han hade denna roll fram till 2010, då han slutade spela aktivt och bytte klubb till att bli assisterande tränare till Johan Zanotti för Lugi HF:s herrlag.
2012 fördelades rollerna om i ledarstaben för Lugi HF:s herrlag och Tomas Axnér blev ensam huvudtränare. Efter att ha lett laget till SM-final 2014 som Lugi förlorade till Alingsås gjorde han ett års uppehåll. Inför säsongen 2014/2015 tog Tomas Axnér time-out som tränare för Lugis herrlag men återkom året efter. Han har lett laget framgångsrikt med semifinal i slutspelet men det har inte blivit fler finalplatser. Lugi har föryngrats och många egna spelare har fått plats i A-laget. I mars 2020 tog han över som förbundskapten för svenska damlandslaget.

## Karriär vid sidan av spelar- och tränarkarriären
Tomas Axnér började i december 2007 blogga på Skånska Dagbladets webbplats under titeln Axnérs blogg. Han avslutade bloggandet där i november 2010. Sedan VM-slutspelet för herrar 2009, som spelades i januari, är Tomas Axnér anställd av TV4, som expertkommentator och bisittare. I oktober 2013 började Tomas Axnér återigen att blogga, då för den Bonnierägda kvällstidningen Kvällsposten. Axnér har fortsatt att delta som expertkommentator vid TV4-sändningar från handbollen i Sverige. Sedan TV3 tog över mästerskapen har han inte kommenterat mästerskapen i TV. 2018 slutade Axnér som handbollsexpert på TV4.

## Privat
Axnér är far till handbollsspelaren Tyra Axnér.